# Miroslava Mintjeva
Miroslava Mintjeva (bulgariska: Мирослава Минчева), född 26 augusti 1999, är en bulgarisk sportskytt.

## Karriär
Vid junior-EM 2016 i Tallinn tog Mintjeva silver i 25 meter pistol. Vid junior-VM 2017 i Suhl tog hon silver i 25 meter pistol. Vid junior-EM 2017 i Baku tog Mintjeva guld i 25 meter pistol. Vid junior-EM i 10 meter luftvapen 2018 i Győr tog hon silver i 10 meter luftpistol samt brons tillsammans med Kiril Kirov i mixedklassen.
Vid EM 2021 i Osijek tog Mintjeva silver tillsammans med Marija Grozdeva och Antoaneta Kostadinova i lagtävlingen i 25 meter pistol. Vid EM i 10 meter luftvapen 2024 i Győr tog hon brons tillsammans med Antoaneta Kostadinova och Adiel Ilieva i trio i 10 meter luftpistol. Vid EM 2024 i Osijek tog Mintjeva brons tillsammans med Antoaneta Kostadinova och Lidija Nentjeva i trio i 25 meter pistol.
Vid EM i 10 meter luftvapen 2025 i Osijek tog Mintjeva brons i 10 meter luftpistol samt silver tillsammans med Antoaneta Kostadinova och Adiel Ilieva i lagtävlingen.